# Плоскоглав ксенозавър
Xenosaurus rectocollaris е вид влечуго от семейство Крокодилови гущери (Xenosauridae). Видът не е застрашен от изчезване.

## Разпространение и местообитание
Разпространен е в Мексико.
Обитава скалисти райони и места със суха почва.

## Описание
Популацията на вида е стабилна.